# Dwight Jones (cestista 1961)
Dwight Jones (St. Louis, 21 marzo 1961) è un ex cestista statunitense, professionista in Italia.

## Carriera
Venne selezionato dai Cleveland Cavaliers al quarto giro del Draft NBA 1983 (73ª scelta assoluta), ma non giocò mai nella NBA.